# أولاد زهرة (أولاد زمام)
أولاد زهرة هو دُوَّار يقع بجماعة أولاد زمام، إقليم الفقيه بن صالح، جهة بني ملال خنيفرة في المملكة المغربية. ينتمي الدوّار لمشيخة النكار التي تضم 7 دواوير. يقدر عدد سكانه بـ 2620 نسمة حسب الإحصاء الرسمي للسكان والسكنى لسنة 2004.

## روابط خارجية
- البوابة الوطنية للجماعات الترابية
- المندوبية السامية للتخطيط